# 사카모토촌 (에히메현)
사카모토촌(坂本村)은 에히메현 온센군에 설치된 촌이다.